# 2014 FIFA World Cup Brazil
2014 FIFA World Cup Brazil és el videojoc oficial de la Copa del Món de Futbol de 2014 disputada al Brasil i el quart de la sèrie, desenvolupat per EA Canada i publicat per EA Sports per a PlayStation 3 i Xbox 360. Va ser anunciat al febrer de 2014 i va sortir a la venda el 15 d'abril a Amèrica del Nord, el 17 a Europa i Austràlia i el 24 al Japó.
Compta amb les 203 seleccions que van participar en la classificació, així com els dotze estadis oficials del torneig, més 11 recintes d'altres parts del Món i 19 entrenadors llicenciats que pendents de confirmació. Afegeix cinc canvis a la jugabilitat respecte al FIFA 14, i una nova manera de joc en comparació amb el 2010 FIFA World Cup.
El 4 d'abril EA va publicar la demo per PlayStation 3 i va fer el mateix el dia 8 per a Xbox 360. Aquesta demo compta amb l'Estadi Maracaná i l'Arena da Amazônia i vuit seleccions jugables, Brasil, Austràlia, Costa d'Ivori, Estats Units, Anglaterra, Japó, Mèxic i Nova Zelanda.

## Jugabilitat
En comparació amb el seu antecessor, un sol mode de joc s'ha introduït, «Camí a Rio de Janeiro». Els modes de joc són els següents:
- Camí a la Copa Mundial de la FIFA: És possible triar qualsevol de les 203 seleccions que van participar en el procés classificatori i disputar totes les rondes necessàries fins a arribar a la fase final. S'han afegit dades específiques de cada país i animacions amb celebracions en més de 15 llocs reals del Món per afegir realisme.
- Camí a Rio de Janeiro: Basat en la manera temporades del FIFA, és un mode en línia que compta amb divisions representades pels estadis oficials de la Copa del Món. Així, un jugador pot pujar, baixar o mantenir-se a la ciutat en què es troba depenent dels seus resultats en una sèrie de partits.
- Capitaneja el teu país: El jugador pot crear un futbolista o triar un ja existent, que segons el joc acaba de sortir d'una lesió, i utilitzar-lo per aconseguir, primer, classificar pel Mundial i després intentar guanyar-lo.
- Història de les finals: Una hora després que cada partit del màxim torneig mundial finalitzi, es publicarà una sèrie de desafiaments basats en com es va desenvolupar el partit. Així, l'objectiu pot ser aconseguir una determinada quantitat de gols, mantenir un resultat o marcar poc abans del final per aconseguir una victòria.
- Copa del Món de la FIFA 2014: Ja sigui en línia o desconnectat, es pot jugar a la Copa Mundial de Futbol de 2014 amb alguna de les 32 seleccions classificades, en el mode desconnectat; o amb qualsevol país del joc en l'en línia, i tractar d'obtenir el trofeu proclamant-se campió.
- Història de classificació: Com en cada joc de la sèrie, EA sports crea desafiaments basats en certs partits que van tenir repercussió durant les eliminatòries. Hi ha més de 60 partits que compten amb tres desafiaments cadascun, els quals el jugador ha de complir per acumular punts i desbloquejar nous desafiaments.
- Altres modes: Com en el FIFA, hi ha la possibilitat de jugar amistosos en línia o desconnectat; més de 50 jocs d'habilitat dividits en quatre nivells, bronze, plata, or i desafiament d'habilitat.

## Seleccions
Les 203 seleccions que van formar part de les eliminatòries seran presents al joc. Tot i que les Bahames es va retirar de la classificació a la segona ronda, per haver participat en la primera serà inclòs.
Les seleccions en negreta són les participants al mundial.

### Àfrica(CAF)
(51 seleccions)
| - Algèria - Angola - Benín - Botswana - Burkina Faso - Burundi - Camerun - Cap Verd - Comores - Costa d'Ivori - Djibouti - Egipte - Eritrea | - Etiòpia - Gabon - Gàmbia - Ghana - Guinea - Guinea Bissau - Guinea Equatorial - Kenya - Lesotho - Libèria - Líbia - Madagascar - Malawi | - Mali - Marroc - Moçambic - Namíbia - Níger - Nigèria - República Centreafricana - Congo - R.D. del Congo - Ruanda - São Tomé i Príncipe - Senegal - Seychelles | - Sierra Leone - Somàlia - Sud-àfrica - Sudan - Swazilàndia - Tanzània - Togo - Tunísia - Txad - Uganda - Zàmbia - Zimbabwe |

### Àsia(AFC)
(43 seleccions)
| - Afganistan - Aràbia Saudita - Austràlia - Bahrain - Bangladesh - Cambodja - Corea del Nord - Corea del Sud - Emirats Àrabs Units - Hong Kong - Iemen | - Índia - Indonèsia - Iran - Iraq - Japó - Jordània - Kuwait - Kirguizstan - Laos - Líban - Macau | - Malàisia - Maldives - Mongòlia - Myanmar - Nepal - Oman - Pakistan - Palestina - Filipines - Qatar - Xina | - Taipei - Singapur - Sri Lanka - Síria - Tadjikistan - Tailàndia - Timor Oriental - Turkmenistan - Uzbekistan - Vietnam |

### Amèrica Central i del Nord (CONCACAF)
(35 seleccions)
| - Anguilla - Antigua i Barbuda - Aruba - Bahames - Barbados - Belize - Bermudes - Canadà - Costa Rica | - Cuba - Curaçao - Dominica - El Salvador - Estats Units - Grenada - Guatemala - Guyana - Haití | - Hondures - Illes Caiman - Illes Turks i Caicos - Illes Verges Britàniques - Illes Verges Nord-americanes - Jamaica - Mèxic - Montserrat - Nicaragua | - Panamà - Puerto Rico - República Dominicana - Saint Christopher i Nevis - Saint Lucia - Saint Vincent i les Grenadines - Surinam - Trinitat i Tobago |

### Europa (UEFA)
(53 seleccions)
| - Albània - Alemanya - Andorra - Anglaterra - Armènia - Àustria - Azerbaidjan - Bèlgica - Belarús - Bòsnia i Hercegovina - Bulgària | - Croàcia - Dinamarca - Escòcia - Eslovàquia - Eslovènia - Espanya - Estònia - Finlàndia - França - Gal·les - Geòrgia | - Grècia - Hongria - Illes Fèroe - República d'Irlanda - Irlanda del Nord - Islàndia - Israel - Itàlia - Kazakhstan - Letònia - Liechtenstein | - Lituània - Luxemburg - Macedònia - Malta - Moldàvia - Montenegro - Noruega - Països Baixos - Polònia - Portugal - República Txeca | - Romania - Rússia - San Marino - Sèrbia - Suècia - Suïssa - Turquia - Ucraïna - Xipre |

### Sud-amèrica (CONMEBOL)
(10 seleccions)
| - Argentina - Bolívia - Brasil - Colòmbia - Equador | - Paraguai - Perú - Uruguai - Veneçuela - Xile |

### Oceania (OFC)
(11 seleccions)
| - Fiji - Illes Cook - Nova Caledònia - Nova Zelanda | - Papua Nova Guinea - Salomó - Samoa - Samoa Nord-americana | - Tahití - Tonga - Vanuatu |

### No presents
Les seleccions mostrades a continuació són membres de la FIFA no presents al videojoc degut a la seva no participació en la fase classificadora.
| - Bhutan - Brunei - Guadeloupe - Guaiana Francesa - Guam - Kiribati - Martinica | - Maurici - Mauritània - Niue - Saint-Martin - Sint Maarten - Sudan del Sud - Tuvalu |

## Estadis
El joc compta amb 18 estadis llicenciats, 12 dels quals són les seus oficials de la Copa del Món de Futbol de 2014.
| Estadi                          | Capacitat | Ciutat          |
| ------------------------------- | --------- | --------------- |
| Estádio do Maracanã             | 76.935    | Rio de Janeiro  |
| Estádio Nacional Mané Garrincha | 70.042    | Brasília        |
| Arena Corinthians               | 68.000    | São Paulo       |
| Estádio Castelão                | 64.846    | Fortaleza       |
| Estádio Mineirão                | 62.547    | Belo Horizonte  |
| Estádio Beira-Rio               | 51.300    | Porto Alegre    |
| Arena Fonte Nova                | 56.000    | Salvador        |
| Arena Pernambuco                | 46.154    | Recife          |
| Arena Pantanal                  | 42.968    | Cuiabá          |
| Arena da Amazônia               | 42.374    | Manaus          |
| Arena das Dunas                 | 42.086    | Natal           |
| Arena da Baixadao               | 43.981    | Curitiba        |
| Olympiastadion                  | 74.064    | Berlín          |
| Wembley Stadium                 | 90.000    | Londres         |
| Santiago Bernabéu               | 81.044    | Madrid          |
| Stadio Olimpico                 | 72.698    | Roma            |
| Estadio Azteca                  | 105.000   | Ciutat de Mèxic |
| Amsterdam Arena                 | 52.960    | Amsterdam       |

A la llista s'hi afageixen els següents estadis ficticis.
- Baba Yetu Stadium
- El Grandioso De Las Pampas
- Estadio De Las Cascadas
- Gold Lake Stadium
- Shibusaka Stadium
- Singeom Stadium
- Stade du 13 Octobre
- Stade du Lukanga
- Stadio San Dalla Pace

## Seleccionadors llicenciats
- Paulo Bento
- Vicente del Bosque
- Fabio Capello (Rússia)
- Didier Deschamps
- Miguel Herrera
- Roy Hodgson
- Hong Myung-Bo
- Jürgen Klinsmann (Estats Units)
- Joachim Löw
- Ange Postecoglou (Austràlia)
- Cesare Prandelli
- Carlos Queiroz (Iran)
- Alejandro Sabella
- Luiz Felipe Scolari
- Louis van Gaal
- Marc Wilmots
- Alberto Zaccheroni (Japó)

## Banda sonora
L'1 d'abril del 2014 es va anunciar la banda sonora del videojoc. Des de llavors va començar a estar disponible a Spotify així com en contingut descarregable per a PlayStation 3 i Xbox 360. Conté 22 cançons, de les quals vuit van ser fetes per artistes brasilers, mentre que hi ha cinc temes nord-americans, tres suecs i la resta del Canadà, Xile, Israel, Argentina i Mèxic. Encara que la majoria de les cançons són relativament desconegudes a nivell internacional, es destaca «Children of The Sun», feta per Tinie Tempah i John Martin. La llista de cançons és la següent:
| - "Wild Child - Radio Edit" - Adrian Lux i Marcus Schössow ft. JJ - "Mais Tarde" - Alafia - "Two Steps" - Bear Mountain - "We are the Ones (Own the World)" - Charles William - "The World is Ours - David Correy ft. Monobloco - "Blackbossa" - DJ Bitman - "Hino Vira-Lata" - Emicida i Quimteto em Branco e Preto - "Life Happens" - Ester Rada - "Lambada Alucinada" - Felipe Cordeiro - "Bundalelê da Verdade" - João Nabuco - "Here's to us" - Kevin Rudolf | - "El Bendito" - La Yegros - "Las Memorias del Faro" - Los Macuanos - "Samba em Pliet" - Luciana Oliveira - "Pumpim Blood" - NONONO - "Caminho" - Rael - "Brazil" - Ritmo Machine - "Kids" - Saints of Valory - "Who We Are" - Swichfoot - "Beleza! Beleza!! Beleza!!!" - Trio Mocotó - "Just Keep Breathing" - We the Kings - "Children of The Sun" - Tinie Tempah ft. John Martin |